# Lusoblothrus aenigmaticus
Lusoblothrus aenigmaticus (Pseudoescorpião das grutas do Algarve) é uma espécie de pseudoescorpião cavernícola da família Syarinidae que habita as grutas do Algarve. Foi descoberto pela bióloga portuguesa Ana Sofia Reboleira, durante os trabalhos de campo do seu doutoramento e descrito em 2012 por Juan A. Zaragoza e Ana Sofia Reboleira. O único espécime conhecido foi encontrado na gruta de Ibne Ammar, no concelho de Lagoa.

## Adaptações à vida nas grutas
Lusoblothrus aenigmaticus é caracterizado por um moderado grau de troglobiomorfismo, ie, adaptação à vida nas grutas. É despigmentado, carece de olhos e coloração e apresenta os apêndices corporais moderadamente alongados.

## Sistemática e biogeografia
A espécie Lusoblothrus aenigmaticus pertence à família Syarinidae, e está aparentada com espécies que vivem actualmente fora do âmbito Holártico, é por isso, considerada uma espécie relíquia, uma vez que os seus parentes à superfície se extinguiram na área geográfica onde habita.